# 緊急情報ネットワークシステム
緊急情報ネットワークシステム（きんきゅうじょうほうネットワークシステム）とは、内閣官房が整備を進めている行政専用回線である総合行政ネットワーク「LGWAN」を利用した国（総理大臣官邸）と地方公共団体の間で緊急情報を双方向通信するためのシステムで、通称Em-Net（エムネット）と呼ばれている。

## 概要
緊急情報の伝達システムとして総務省消防庁が運用している通信衛星を使用したJ-ALERT（全国瞬時警報システム）の整備が進められていたが防災無線の設置費用を除いても1自治体あたり平均700万円の費用が必要なため、2009年4月1日の整備率は全体の15.7%（284市区町村）に留まっていた。その後、2014年4月までに1714全ての自治体に導入完了した。更に、必要な機材が一般的なパソコンとアラーム音用のスピーカーのみで専用ソフトをインストールするだけで済み、行政専用回線「LGWAN」に接続する事で導入が比較的容易なEm-Netが普及しつつある。2006年から導入が始まり2009年3月末時点で日本全国の1800市区町村のうち1287市区町村、約7割の自治体で導入されている。
総理大臣官邸危機管理センターが行政専用回線「LGWAN」を活用し、該当自治体へ電子メールで緊急事態情報を1分程度で送信する仕組みであり、自治体から総理大臣官邸へ緊急事態を送信することも可能である。電子メールの一斉同報送信の一種だが通常のパソコン用電子メールソフトとは異なりメッセージを強制的に相手側端末へ送信し、配信先端末では強制的にメッセージが着信すると同時にアラーム音が鳴り注意喚起を促す仕組みとなっている。
なお送信側では一斉同報送信のほか、パソコン画面上で地域を指定してメッセージを送信する事が可能である。また、配信先の端末が起動しているか監視する事もでき、事前に相手が受信可能か否かを確認する事も可能である。
提供されているのは日本全国の地方公共団体、指定行政機関及び指定公共機関（公共交通機関、報道機関等）で一般向けへの提供は行われていない。

## 運用された事例

### 2009年
北朝鮮飛翔体発射の誤報（4月4日、導入後初の運用）
朝鮮民主主義人民共和国（北朝鮮）が飛翔体（銀河2号）の発射を予定していた中、12時16分に「北朝鮮が飛翔体を発射した模様」と情報が発表された。NHKでは地方ニュースの途中だったが、急遽全国ニュースに切り替えて警戒を呼びかけた。また、その他の民間放送各局も順次緊急特別番組に切り替えて警戒を呼びかけた。しかし12時21分に「先ほどの情報は誤探知」と情報が発表され、誤報となった。そのため、報道していた放送局は順次番組を通常放送に切り替えた。防衛省によると日本海で何らかの航跡が航空自衛隊の運用するFPS-5レーダーに捉えられたが、この情報にアメリカ合衆国の早期警戒衛星からの情報だと付け加えて総理大臣官邸危機管理センターに送信していたと発表した。
Em-Net導入後初の運用は「誤情報の伝達」となったが緊急性の高い必要情報を自治体・報道などに対して即時に拡散させる情報伝達システムとしては正常に稼働しており、システムそのもの信頼性は高いと言える。
ただし、伝達される緊急情報そのものの精度・信頼性を上げることが今後の課題として残った。
北朝鮮飛翔体発射の情報（4月5日）
北朝鮮が飛翔体（銀河2号）の発射を予定していた中、11時32分に「北朝鮮が飛翔体を発射した模様」と情報が発表された。NHKはすぐに報道番組に切り替え、その他の放送局も順次警戒を呼びかけた。次いで同37分に「秋田県の西約280キロの日本海に落下物1が落下する予想」（北朝鮮が事前に通告していた海域は秋田県の西約130キロの日本海）と発表した。その直後の同41分に「太平洋の東約1270キロに落下物2が落下する予想」（警戒地点は2170キロ東の太平洋）と発表した。最終的に8回に渡って情報提供が行われ、日本領土内の被害はない。
Em-Net導入後2度目の警戒情報は導入している自治体にすぐに伝達されほぼ成功に終わったが、一部の自治体では不具合により受信出来なかった。

### 2012年
北朝鮮飛翔体発射の情報（4月13日）
北朝鮮が4月12日から16日の間に飛翔体（銀河3号）の発射を予告していた中、4月13日7時半に飛翔体を発射。7時40分には発射の事実を日本政府も把握していたが、第1報では「発射したとの報道があるが、日本政府としては確認していない」と発表された。飛翔体発射失敗の報道が流れる中、8時半過ぎの第3報で飛翔体を発射したと伝えた。
北朝鮮飛翔体発射の情報（12月12日）
9時49分に北朝鮮が飛翔体（銀河3号）を発射した。これに対して日本政府は全国の地方自治体に即座に本システムで発射情報を伝達し、続いてフィリピン東方沖への飛翔体の構成部品の落下も速報した。

### 2016年
北朝鮮飛翔体発射の情報（2月7日）
9時31分に北朝鮮が長距離弾道ミサイルと思われる飛翔体を発射、直後に本システムで各自治体と報道機関にエムネットを通じて情報が伝達された。

### 2017年
北朝鮮飛翔体発射の情報（8月29日）
5時57分頃、北朝鮮が中距離弾道ミサイルと思われる飛翔体を発射、直後に本システムで各自治体と報道機関にエムネットを通じて情報が伝達された。北朝鮮は、メディアを通じてこのミサイルが火星12型であったことを発表している。
北朝鮮飛翔体発射の情報（9月15日）
6時57分頃、北朝鮮が中距離弾道ミサイルと思われる飛翔体を発射、直後に本システムで各自治体と報道機関にエムネットを通じて情報が伝達された。

### 2022年
北朝鮮飛翔体発射の情報（10月4日）
7時22分に北朝鮮が中距離弾道ミサイルと思われる飛翔体を発射、直後に本システムで各自治体と報道機関にエムネットを通じて情報が伝達された。

### 2023年
北朝鮮飛翔体発射の情報（4月13日）
7時22分に北朝鮮が大陸間弾道ミサイルと思われる飛翔体を発射、直後に本システムで各自治体と報道機関にエムネットを通じて情報が伝達された。日本の領土や領海への落下予測が発信された運用開始以来初の情報。